# Písníky u Opatovické elektrárny
Písníky u Opatovické elektrárny jsou soustavou tří písníků vzniklých při těžbě štěrkopísků v 90. letech 20. století nalézající se při cyklostezce č. 4124 vedoucí z obce Opatovice nad Labem do obce Hrobice v blízkosti opatovické elektrárny. Rozloha jednotlivých písníků činí (ve směru z Opatovic nad Labem) 4,9ha, 6,27 ha a 2,38 ha.
Písníky jsou v současnosti využívány jako rybářské revíry pro sportovní rybolov a v letním období též pro koupání.

## Galerie

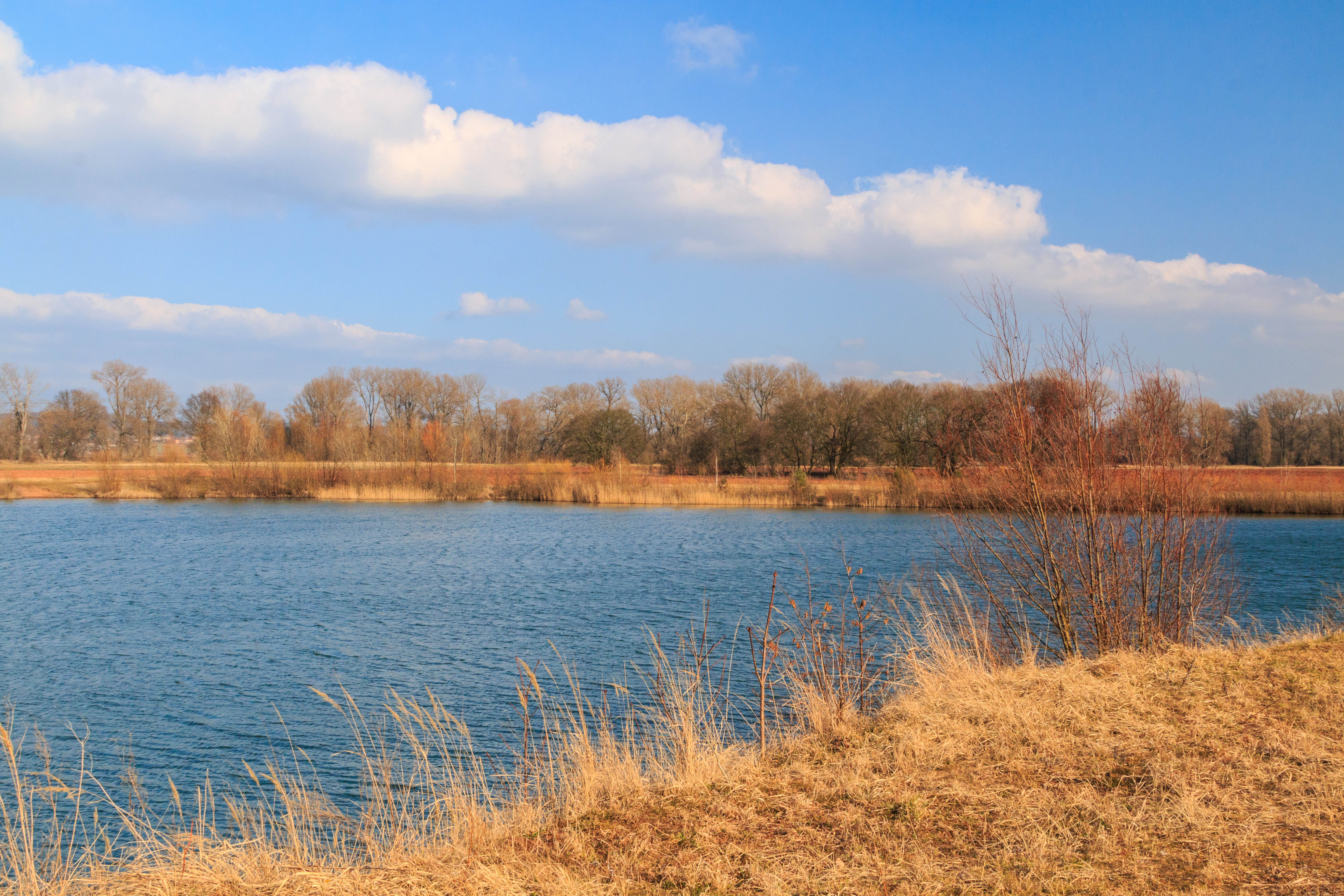
Písníky u Opatovické elektrárny – písník I
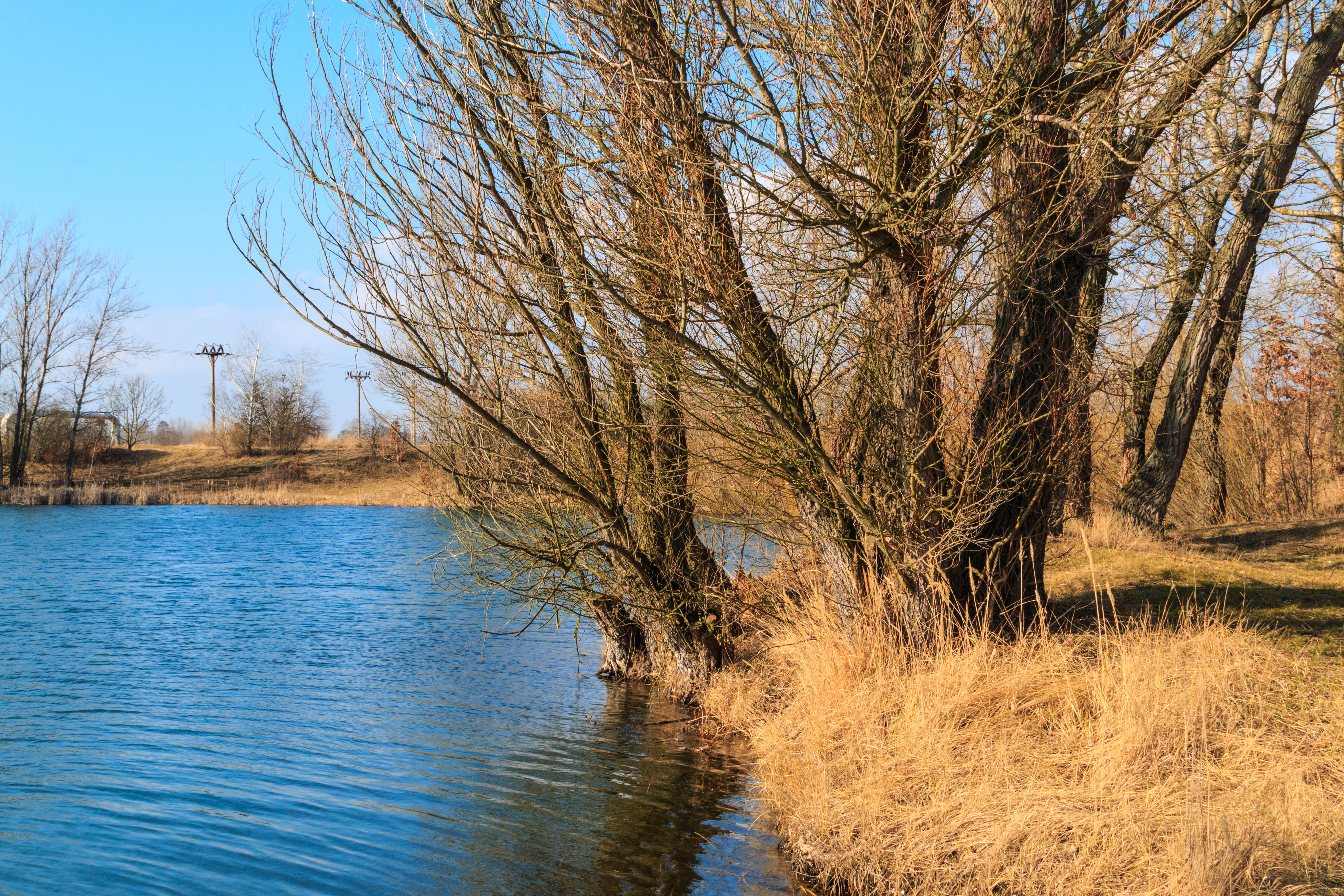
Písníky u Opatovické elektrárny – písník II
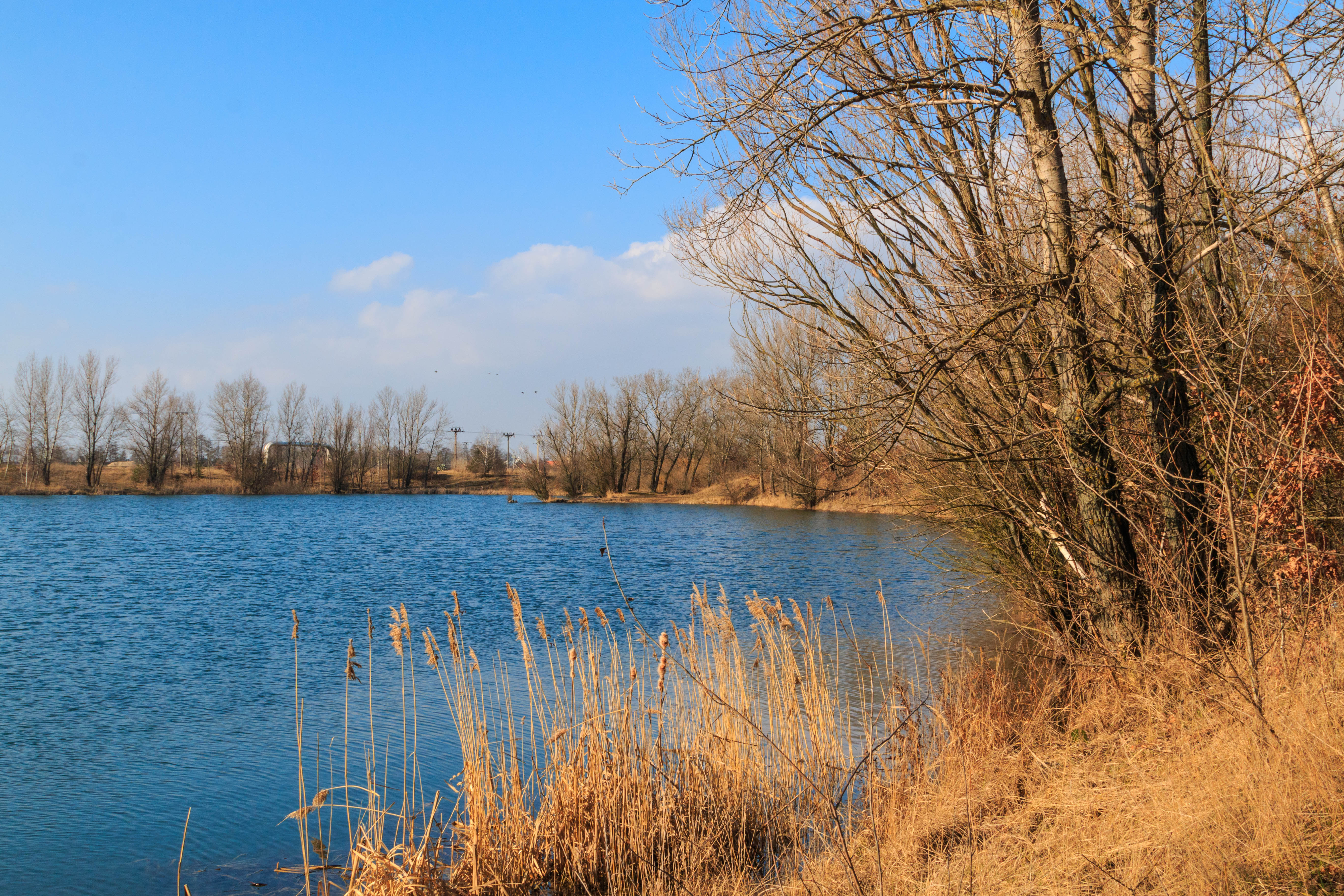
Písníky u Opatovické elektrárny – písník III
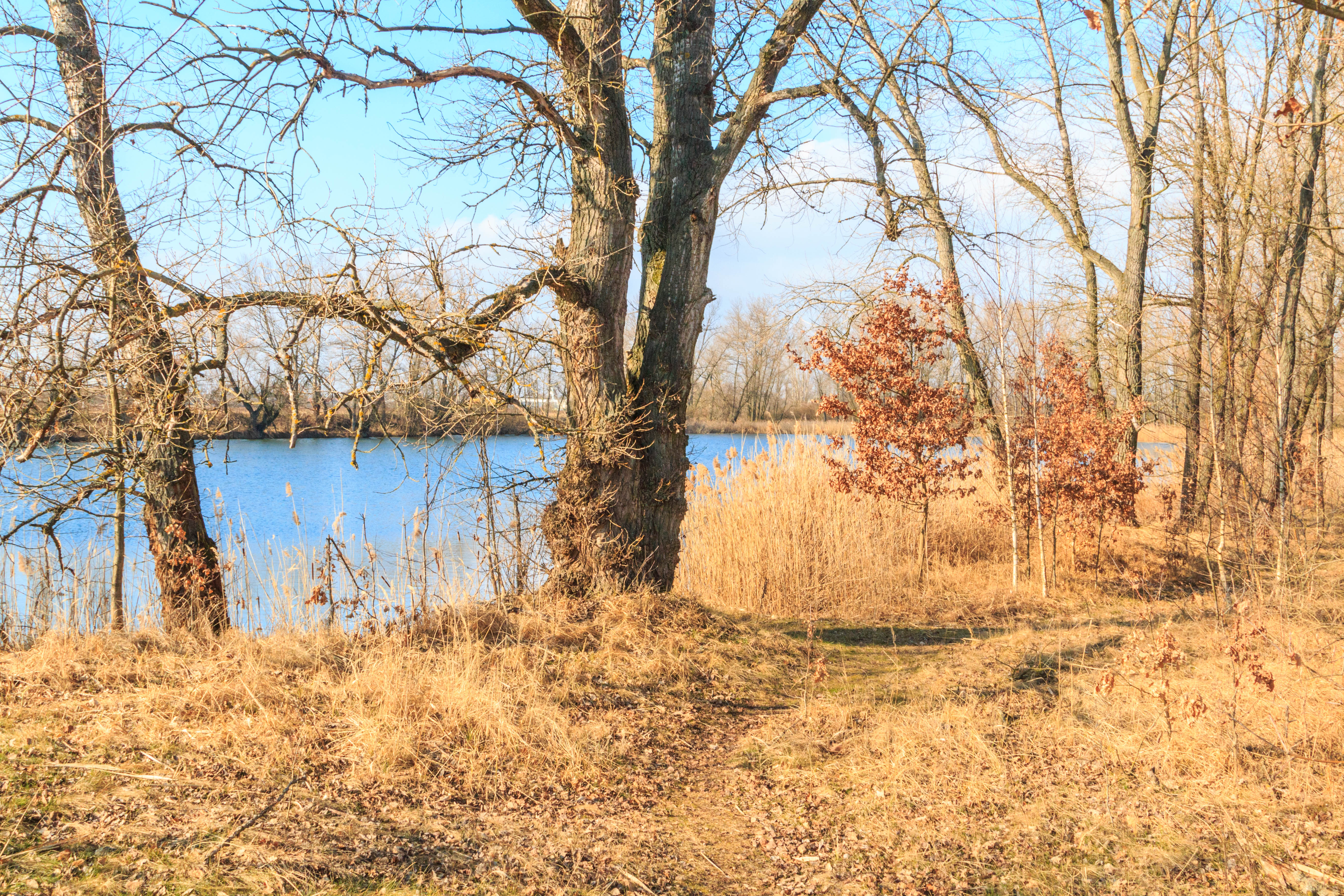
Písníky u Opatovické elektrárny – písník III